# 再見機器人
是一部2023年上映的西班牙-法國悲喜剧動畫電影，由帕布羅·貝嘉編劇和導演。該劇改編自莎拉·華倫的同名漫畫。講述了1980年代的紐約市曼哈頓，一隻狗和一個機器人之間形影不離的友誼。
《再見機器人》於2023年5月21日在第76屆坎城影展特別展映單元進行全球首映。這部電影獲得影評界的正面評價，評論家讚譽角色和情感刻畫深度、編劇、主題。該片榮獲安錫國際動畫影展「長片新視野競賽」單元最佳影片獎，並獲得第96屆奧斯卡金像獎最佳動畫長片提名。電影不包含任何口頭對話。

## 劇情大綱
狗先生是一個孤寂、居住在曼哈頓的居民。有一天，他決定為自己打造一個朋友機器人。他們的友誼隨著紐約充滿活力的節奏而發展而形影不離。一直到夏末的夜晚，機器人在沙灘上醒來後卻再也無法動彈。命運將他們硬生生拆散，放任殘酷的思念將時光磨成鋒利的夢境。在無盡的等待中，他們幻想著重聚的那天。
故事起源於1980年代的曼哈頓，獨自住在曼哈頓的孤寂狗先生某日注意到電視播放的朋友機器人廣告，受好奇心的驅動，狗先生立即打電話訂購一台朋友機器人，將其組裝起來作伴。狗先生帶著機器人外出探索曼哈頓時，兩人立刻成為了朋友。還在中央公園經歷一連串活動，在整個夏天成為形影不離的朋友。直至夏末某日，狗先生帶著機器人去海灘玩耍戲水一整天後，兩者在海灘上睡著了，當日落西山所有其他泳客都離開後，狗先生醒來並驚覺海水導致機器人生鏽並失靈了。狗先生試著將機器人拖走但力不從心，沮喪之餘只好先回家過夜。第二天，狗先生回到海灘，卻發現海灘已關閉，直至隔年6月1日才會再度開放。因週遭設置了大型鐵絲網，狗先生未能進入海灘取回被留在海灘的機器人。狗先生在被市政府拒絕申請進入海灘後，他試圖非法闖過柵欄帶走機器人，結果被警察逮個正著。心灰意冷的狗先生無奈之餘，只好決定等到6月1日才去海灘取回機器人，並在他的冰箱上貼了一張紙條作為不斷的提醒。
過了一段時間，三隻兔子在海灘上遇到了機器人，他們給了他一罐機油，讓他恢復了行動力。機器人離開海灘回到狗的公寓，此時卻發現這一切都只是機器人自己的幻想。事實上，兔子們砍掉了機器人的一條腿，並取去其中一隻腳趾用來修復破損的船。他們丟棄了機器人的腿後，機器人仍舊獨自留在海灘上。與此同時，狗先生寂寞地度過了萬聖節。隨著冬天來臨，包含城市、海灘在內的各地開始飄雪，機器人夢想著逃離困住他的雪地，回到狗先生的住處時，卻發現狗先生已經再度購入一個新機器人取代了他，機器人被凍在冰雪當中。同時，狗先生在看到報紙廣告後前往卡茨基爾結識新朋友，期間狗先生與一對食蟻獸發生衝突，在搭乘雪橇的意外中摔斷了手臂。冬季持續期間，機器人再度浮現出一個幻想：穿越一個如同《綠野仙蹤》的世界回家去。狗先生遇到了一個神奇的雪人，雪人把他帶到了保齡球館。狗先生在嘗試打保齡球的過程狀況不佳，但因為和雪人的互動找到了新朋友；只是為了讓這一切成為一個夢。伴隨冬季進入尾聲，機器人與一隻母鳥成為了朋友，這隻母鳥在他的手臂旁邊築了一個巢，產下三枚蛋並孵化，最小的雛鳥因為銘印效應立即與機器人建立了聯繫。三隻雛鳥經過一段時間的成長羽翼漸豐，其中最小的雛鳥對機器人的依戀最深。當這群鳥兒準備離開機器人的時候，最小的鳥兒最猶豫要不要離開機器人。但在機器人的鼓勵下，鳥兒們最終依依不捨地給予機器人擁抱，並追隨母鳥展翅高飛離去。同時，狗先生在放風箏時認識了一位新朋友鴨子小姐，之後更相約去釣魚。但後來鴨子小姐突然搬去歐洲生活，讓狗先生重回孤獨的生活。
過了一段時日，一隻猴子偷偷溜到海灘，藉由金屬探測器偶然發現了被埋在沙灘下的機器人。猴子將機器人搬到回收場賣掉，接手的鱷魚和他的兒子隨即將機器人扔進廢鐵堆裡。時間流逝，狗先生終於盼到他夢寐以求、到海灘取回機器人的6月1日。但是事與願違，重返舊地的狗先生在海灘上只發現機器人當初被兔子們截斷後丟棄的斷腿。狗先生經過一整天的挖掘後，仍舊遍尋不著機器人的身軀，更被趕出了海灘。在悲痛不已的惆悵情緒中，狗先生帶著機器人的斷腿在床上輾轉難眠。
一段日子過後，一隻浣熊發現被棄置在回收場的機器人的頭部和手腳，並將這些部件帶回家。因本身熱衷製造機器人的緣故，他利用一個巨大的無線電放音機為機器人建造新身體。機器人重新啟動後，似乎遺忘與狗先生一起度過的時光。與此同時，狗先生前往一家機器人商店購買了一個名為提恩（Tin）的新機器人。在整個夏天，機器人和浣熊成為密友，狗先生和提恩也建立了深刻的友誼。狗先生帶提恩去海灘玩耍時，有鑒於先前機器人因為海水造成繡蝕和機能故障，為了避免不幸事件重演，他特地在提恩的身上噴上防鏽機油及不讓提恩接觸海水。
某日，機器人和浣熊待在屋頂上燒烤，回室內取蕃茄醬時，機器人瞥向窗外發現狗先生和提恩漫步在人行道上，頓時恢復了與狗先生在一起的所有記憶。機器人連忙跑出大樓，沿著街道跑去，設法追上狗先生並與他團聚，但此時浣熊突然出現……這次重逢只是機器人的另一個幻想。實際上機器人沒有出門追上狗先生，而是用他身上的無線電放音機播放當年和狗先生相處時的一首喜愛歌曲「九月」。狗先生聽到歌曲的迴聲，隨即在街上聞歌起舞（狗先生不知道與機器人同時共舞），當狗先生在窗戶上隱約看到機器人的身影時，機器人立刻躲了起來。起先機器人還考慮現身在狗先生的面前與之重逢，但機器人發現自己與狗先生分開後，已經和浣熊發展了另一段美好的新關係，於是選擇繼續躲藏起來，不想打擾和提恩生活的狗先生。故事尾聲，提恩留意到狗先生眼裡的哀傷情緒，當兩者並肩在街上跳舞時，提恩立即讓狗先生開心起來。機器人亦高興地回到浣熊身邊，兩人繼續在屋頂上一起跳舞。

## 製作
動畫製作過程於2021年6月中旬在西班牙馬德里開始，然後轉移到潘普洛納的工作室進行。

## 發行

### 影展
《再見機器人》於2023年5月21日在第76屆坎城影展特別展映單元進行全球首映，接著於2023年6月12日在安錫國際動畫影展放映，此後，電影分別在7月23日、8月14日、9月7日及10月於鈕西蘭國際電影節、第29屆薩拉熱窩電影節、第48屆多倫多國際電影節和第56屆錫切斯電影節上放映。

### 戲院
電影於2023年12月6日在西班牙影院上映，並12月27日擴展到法國市場。Neon獲得了在北美地區發行的發行權。

## 評價

### 批判性評價
在評論聚合網站爛番茄上根據140個評論家的評論，該電影獲得98%的正面評價。該網站的駐站評論家寫道：「《再見機器人》既令人心碎又溫馨，是優秀動畫的作品。」Metacritic根據30名影評人的評分，採用加權平均分數給該片打出87分（滿分100分），表明評論「普遍好評」。
Cinemamanía的寶拉·阿蘭扎祖·魯伊斯給這部電影評分為5顆星（滿分5顆星），認為狗和機器人之間的關係是「年度最令人驚奇和美麗的友誼」。

### 十大榜
《再見機器人》躋身多家影評人評選的2023年西班牙最佳電影前十名：
- 第四名：《加泰羅尼亞晨報（英语：El Periódico de Catalunya）》（評論）[24]
- 第五名：《西班牙人報（英语：El Español）》（系列共識）[25]
- 第六名：《埃爾文化報（英语：El_Cultural）》（評論家）[26]
- 第六名：《世界報》（路易斯·馬丁內斯）[27]
- 第七名：《蒙多·索諾羅報（英语：Mondosonoro）》（共識）[28]

## 獎項
| 年份 | 獎項                         | 類別                             | 提名                                           | 結果 | 參考          |
| ---- | ---------------------------- | -------------------------------- | ---------------------------------------------- | ---- | ------------- |
| 2023 | 安錫國際動畫影展             | 「長片新視野競賽」單元最佳影片獎 | 《再見機器人》                                 | 獲獎 | [ 29 ]        |
| 2023 | 第56屆錫切斯電影節           | 最佳電影                         | 《再見機器人》                                 | 提名 | [ 30 ]        |
| 2023 | 第56屆錫切斯電影節           | SOFC最佳劇情片人民選擇獎         | 《再見機器人》                                 | 獲獎 | [ 30 ]        |
| 2023 | 兒童電影獎                   | 最佳兒童電影                     | 《再見機器人》                                 | 提名 | [ 31 ] [ 32 ] |
| 2023 | 第36屆歐洲電影獎             | 最佳動畫長片                     | 《再見機器人》                                 | 獲獎 | [ 33 ]        |
| 2023 | 第44屆波士頓影評人協會獎     | 最佳動畫電影                     | 《再見機器人》                                 | 亚军 | [ 34 ]        |
| 2023 | 第49屆洛杉磯影評人協會獎     | 最佳動畫電影                     | 《再見機器人》                                 | 亚军 | [ 35 ]        |
| 2023 | 第36屆芝加哥影評人協會獎     | 最佳動畫電影                     | 《再見機器人》                                 | 提名 | [ 36 ]        |
| 2023 | 第29屆弗桂獎                 | 最佳動畫電影                     | 《再見機器人》                                 | 獲獎 | [ 37 ]        |
| 2023 | 第20屆聖路易斯影評人協會獎   | 最佳動畫電影                     | 《再見機器人》                                 | 提名 | [ 38 ]        |
| 2023 | 第27屆多倫多影評人協會獎     | 最佳動畫長片                     | 《再見機器人》                                 | 獲獎 | [ 39 ]        |
| 2023 | 第28屆聖地牙哥影評人協會獎   | 最佳動畫長片                     | 《再見機器人》                                 | 提名 | [ 40 ]        |
| 2023 | 第28屆佛羅里達影評人協會獎   | 最佳動畫長片                     | 《再見機器人》                                 | 提名 | [ 41 ]        |
| 2024 | 第13屆喬治亞影評人協會獎     | 最佳動畫電影                     | 《再見機器人》                                 | 提名 | [ 42 ]        |
| 2024 | 第22屆舊金山灣區影評人協會獎 | 最佳動畫電影                     | 《再見機器人》                                 | 提名 | [ 43 ]        |
| 2024 | 第17屆休士頓影評人協會獎     | 最佳動畫電影                     | 《再見機器人》                                 | 提名 | [ 44 ]        |
| 2024 | 第27屆網路影評人協會獎       | 最佳動畫電影                     | 《再見機器人》                                 | 提名 | [ 45 ]        |
| 2024 | 第11屆費羅茲獎               | 最佳喜劇片                       | 《再見機器人》                                 | 獲獎 | [ 46 ]        |
| 2024 | 第11屆費羅茲獎               | 最佳原創配樂                     | 阿方索·比拉隆加                                | 獲獎 | [ 46 ]        |
| 2024 | 第11屆費羅茲獎               | 最佳海報                         | 荷西·路易斯·阿格達                             | 獲獎 | [ 46 ]        |
| 2024 | 卡門獎                       | 最佳非安達盧西亞製作電影         | 《再見機器人》                                 | 提名 | [ 47 ] [ 48 ] |
| 2024 | 卡門獎                       | 最佳剪輯                         | 費爾南多·弗朗哥                                | 提名 | [ 47 ] [ 48 ] |
| 2024 | 卡門獎                       | 最佳藝術指導                     | 荷西·路易斯·阿格達                             | 提名 | [ 47 ] [ 48 ] |
| 2024 | CEC獎                        | Best Film                        | 《再見機器人》                                 | 提名 | [ 49 ] [ 50 ] |
| 2024 | CEC獎                        | 最佳動畫電影                     | 《再見機器人》                                 | 獲獎 | [ 49 ] [ 50 ] |
| 2024 | CEC獎                        | 最佳導演                         | 帕布羅·貝嘉                                    | 提名 | [ 49 ] [ 50 ] |
| 2024 | CEC獎                        | 最佳劇本                         | 帕布羅·貝嘉                                    | 提名 | [ 49 ] [ 50 ] |
| 2024 | CEC獎                        | 最佳音樂                         | 阿方索·比拉隆加                                | 獲獎 | [ 49 ] [ 50 ] |
| 2024 | 高第獎                       | 最佳動畫電影                     | 《再見機器人》                                 | 獲獎 | [ 51 ]        |
| 2024 | 高第獎                       | 最佳改編劇本                     | 帕布羅·貝嘉                                    | 提名 | [ 51 ]        |
| 2024 | 高第獎                       | 最佳原創配樂                     | 阿方索·比拉隆加                                | 獲獎 | [ 51 ]        |
| 2024 | 伦敦影评人协会               | 年度最佳動畫電影                 | 《再見機器人》                                 | 提名 | [ 52 ]        |
| 2024 | 哥雅獎                       | 最佳動畫電影                     | 《再見機器人》                                 | 獲獎 | [ 53 ]        |
| 2024 | 哥雅獎                       | 最佳改編劇本                     | 帕布羅·貝嘉                                    | 獲獎 | [ 53 ]        |
| 2024 | 哥雅獎                       | 最佳剪輯                         | 費爾南多·弗朗哥                                | 提名 | [ 53 ]        |
| 2024 | 哥雅獎                       | 最佳原創配樂                     | 阿方索·比拉隆加                                | 提名 | [ 53 ]        |
| 2024 | 國際電影愛好者協會           | 最佳動畫長片                     | 《再見機器人》                                 | 亚军 | [ 54 ]        |
| 2024 | 安妮獎                       | 最佳獨立動畫長片                 | 《再見機器人》                                 | 獲獎 | [ 55 ]        |
| 2024 | 安妮獎                       | 最佳角色設計                     | 丹尼爾·費南德斯·卡薩斯                         | 提名 | [ 55 ]        |
| 2024 | 安妮獎                       | 最佳導演                         | 帕布羅·貝嘉、伯努瓦·費魯蒙特                   | 提名 | [ 55 ]        |
| 2024 | 安妮獎                       | 最佳分鏡                         | 瑪卡·吉爾                                      | 提名 | [ 55 ]        |
| 2024 | 安妮獎                       | 最佳劇本                         | 帕布羅·貝嘉                                    | 提名 | [ 55 ]        |
| 2024 | 衛星獎                       | 最佳動畫或混合媒體               | 《再見機器人》                                 | 提名 | [ 56 ]        |
| 2024 | 女性電影記者聯盟獎           | 最佳動畫電影                     | 《再見機器人》                                 | 提名 | [ 57 ]        |
| 2024 | 第96屆奧斯卡金像獎           | 最佳動畫長片                     | 《再見機器人》                                 | 提名 | [ 58 ] [ 9 ]  |
| 2024 | 拉美電影大獎                 | 最佳動畫電影                     | 《再見機器人》                                 | 獲獎 | [ 59 ]        |
| 2024 | 拉美電影大獎                 | 最佳原創配樂                     | 阿方索·德·比拉隆加                             | 獲獎 | [ 59 ]        |
| 2024 | 基里諾獎                     | 最佳伊比利亞美洲劇情片           | 《再見機器人》                                 | 獲獎 | [ 60 ]        |
| 2024 | 基里諾獎                     | 最佳視覺開發                     | 何塞·路易斯·阿格雷達、丹尼爾·費爾南德斯·卡薩斯 | 提名 | [ 60 ]        |
| 2024 | 基里諾獎                     | 最佳音響設計與原創音樂           | 法比奧拉·奧爾多約、阿方索·維拉隆加             | 獲獎 | [ 60 ]        |

## 外部連結
- 互联网电影数据库（IMDb）上《再見機器人》的资料（英文）
- 官方網站 （页面存档备份，存于）
- 官方預告